# O.F.Khamaria
O.F.Khamaria é uma vila no distrito de Jabalpur, no estado indiano de Madhya Pradesh.

## Demografia
Segundo o censo de 2001, O.F.Khamaria tinha uma população de 14,557 habitantes. Os indivíduos do sexo masculino constituem 53% da população e os do sexo feminino 47%. O.F.Khamaria tem uma taxa de literacia de 82%, superior à média nacional de 59.5%: a literacia no sexo masculino é de 87% e no sexo feminino é de 76%. Em O.F.Khamaria, 8% da população está abaixo dos 6 anos de idade.